# Emimorfite
L'emimorfite è un minerale di zinco, della classe dei silicati, sottoclasse dei sorosilicati.

## Morfologia
Si trova generalmente in croste, masse mammellonari, struttura reniforme, a forma di stalattiti, masse granulari o compatte. Rari i cristalli (spesso divergenti), in genere di piccole dimensioni (solitamente microcristallino), formano gruppi arrotondati con piccole incisioni rientranti, o in masse a forma di nocche o cresta di gallo. Terminazioni di forma diversa alle due estremità, una delle quali ha forma piatta {010} ed è nota come "pedione", l'altra è a punta (generalmente a bipiramide): sono quindi polari.

## Caratteristiche chimico-fisiche
Composizione chimica: ZnO 67,5 %; SiO2 25 %; H2O 7,5%. Possono contenere Fe ed Al in misura minore. Nella struttura sono presenti tetraedri Si2O7 collegati da tetraedri ZnO3 (OH). I tetraedri SiO7 hanno basi parallele a {001} e i loro apici puntano in direzione dell’asse c determinando la polarità della struttura. I cristalli di questo minerale risultano piroelettrici quando vengono riscaldati e piezoelettrici quando vengono posti a alta pressione: in entrambi i casi le due estremità nell'asse verticale si caricano di carica opposta. Se attaccati da acidi formano un gel di silice. Fino ai 500 °C perdono le molecole di acqua, contenute in cavità tra i tetraedri, ma non i gruppi (OH) conservando la struttura cristallina. Fondono a temperature molto alte con conseguente perdita dei gruppi (OH).

## Origine e giacitura
L'emimorfite è un minerale di origine secondaria che si forma nella zona di alterazione dei giacimenti dei solfuri di piombo e zinco. Nel caso di contatto dei sali di zinco con acque contenenti silice si vengono a creare dei campioni di emimorfite talvolta mescolata ad altri minerali di zinco e piombo ancora inalterati quali cerussite, smithsonite, anglesite, sfalerite, galena, o ad altri minerali ancora tipo auricalcite, idrozincite o wulfenite.

## Miniere e località di ritrovamento
Le principali località di ritrovamento sono:
- Italia: nelle miniere di piombo e di zinco: del Bergamasco (Val Dedra, Oltre il Colle, Paglio Pignolino, Dossena, laghetto di Polzonee Colere); nel Vicentino (zona del Monte Civitella tra Schio e Recoaro), in Friuli-Venezia Giulia (Cave del Predil, presso Tarvisio). Ma anche in molte località della Sardegna tipo Montevecchio, Malacalzetta, Acquaresi, San Giovanni e Campo Pisano e nella miniera Sa Duchessa a Domusnovas (Ci).
- America: Mapimí e Santa Eulalia in Messico, Colorado e Montana negli Stati Uniti.
- Altre località di rinvenimento: Altemberg nella regione della Sassonia in Germania, Nerchinsk nel Territorio della Transbajkalia in Siberia ed a Djebel Guergour in Algeria.

## Utilizzi
Il minerale, quando è trovato in masse abbondanti, da solo o insieme ad altri minerali di zinco (tipo calamina), viene utilizzato per l'estrazione dello zinco.